# Società Polisportiva Ars et Labor 1951-1952
Questa voce raccoglie le informazioni riguardanti la Società Polisportiva Ars et Labor  nelle competizioni ufficiali della stagione 1951-1952.

## Stagione
La musica della Serie A è differente da quella della serie cadetta, ciò non spaventa la coppia Paolo Mazza-Antonio Janni. L'ossatura della squadra rimane inalterata, a parte le cessioni del portiere Renato Bertocchi rientrato al Livorno e quelle degli attaccanti Aldo Biagiotti e Silvano Trevisani. Mazza pesca in Danimarca e in Turchia, ingaggiando il centrocampista Dion Ørnvold dal Kjøbenhavns e il centravanti Aziz Esel Bülent dal Beşiktaş.
Gli estensi non patiscono timori riverenziali e partono subito con il piede giusto, pareggiando la prima di campionato in casa della Juventus. Il 23 settembre contro il Torino viene inaugurato il rinnovato stadio Comunale; giungerà poi prima vittoria in un derby ufficiale contro il Bologna. Il capocannoniere stagionale è il turco Bülent con i suoi 13 centri personali, ma la magìa di Mazza è la scoperta del portiere Ottavio Bugatti che, ingaggiato dal Seregno appena retrocesso in Serie C, diviene dopo solo nove mesi in biancazzurro il portiere della Nazionale, alla quale approda anche la punta Alberto Fontanesi grazie alle sue 9 reti. 
La SPAL è la rivelazione del campionato e chiuderà al nono posto il suo primo campionato di Serie A, con 37 punti.

## Rosa
| N. |                      | Ruolo | Calciatore         |
| -- | -------------------- | ----- | ------------------ |
|    | Italia (bandiera)    | P     | Ottavio Bugatti    |
|    | Italia (bandiera)    | D     | Alessandro Carlini |
|    | Italia (bandiera)    | D     | Raffaele Guaita    |
|    | Italia (bandiera)    | D     | Aulo Gelio Lucchi  |
|    | Italia (bandiera)    | C     | Giuseppe Macchi    |
|    | Italia (bandiera)    | C     | Mauro Mari         |
|    | Italia (bandiera)    | C     | Fulvio Nesti       |
|    | Danimarca (bandiera) | C     | Dion Ørnvold       |
|    | Danimarca (bandiera) | A     | Niels Bennike      |

| N. |                    | Ruolo | Calciatore        |
| -- | ------------------ | ----- | ----------------- |
|    | Turchia (bandiera) | A     | Aziz Esel Bülent  |
|    | Italia (bandiera)  | A     | Giuseppe Cafasso  |
|    | Italia (bandiera)  | A     | Goffredo Colombi  |
|    | Italia (bandiera)  | A     | Giovanni Emiliani |
|    | Italia (bandiera)  | A     | Alberto Fontanesi |
|    | Italia (bandiera)  | A     | Carlo Fontanesi   |
|    | Italia (bandiera)  | A     | Andrea Marzani    |
|    | Italia (bandiera)  | A     | Domenico Mussino  |
|    | Italia (bandiera)  | A     | Bruno Quaresima   |

## Risultati

### Serie A

#### Girone di andata
| Arbitro: | Marchetti (Milano) |

|                |           |                    |
| Muccinelli 20’ | Marcatori | 70’ (rig.) Bennike |

| Arbitro: | Orlandini (Roma) |

|                     |           |  |
| Sørensen 36’ (rig.) | Marcatori |  |

| Arbitro: | Gemini (Roma) |

|           |           |                  |
| Nesti 15’ | Marcatori | 43’ Gianmarinaro |

| Arbitro: | Cartei (Firenze) |

|                 |           |  |
| Fontanesi I 25’ | Marcatori |  |

| Arbitro: | Bellè (Venezia) |

|                        |           |                                    |
| Turbeky 7’ Martini 84’ | Marcatori | 10’ (aut.) Fossati 47’ Fontanesi I |

| Arbitro: | Pieri (Trieste) |

|                          |           |              |
| Bennike 1’ Quaresima 13’ | Marcatori | 15’ De Togni |

| Arbitro: | Gemini (Roma) |

|  |           |            |
|  | Marcatori | 81’ Bülent |

| Arbitro: | Orlandini (Roma) |

|               |           |            |
| Quaresima 34’ | Marcatori | 14’ Wilkes |

| Arbitro: | Bellè (Venezia) |

|                                  |           |                                 |
| Mozzambani 11’ Trevisan 44’, 89’ | Marcatori | 17’, 58’ Bülent 60’ Fontanesi I |

| Arbitro: | Gemini (Roma) |

|                         |           |             |
| Bennike 52’ Colombi 82’ | Marcatori | 73’ Pilmark |

| Arbitro: | Cartei (Firenze) |

|            |           |           |
| Burini 16’ | Marcatori | 7’ Bülent |

| Arbitro: | Canavesio (Torino) |

|                        |           |                                       |
| Bülent 21’ Colombi 33’ | Marcatori | 35’ Rinaldi 46’ Sørensen 66’ Spartano |

| Firenze 16 dicembre 1951 13ª giornata | Fiorentina      | 0 – 0 | SPAL | Stadio Comunale\| Arbitro: \| Bellè (Venezia) \| |
| Arbitro:                              | Bellè (Venezia) |       |      |                                                  |

| Arbitro: | Silvano (Torino) |

|                             |           |                    |
| Zorzin 27’ (rig.) Begni 31’ | Marcatori | 28’ (rig.) Colombi |

| Arbitro: | Carpani (Milano) |

|                                          |           |  |
| Quaresima 2’ Fontanesi I 53’ Colombi 67’ | Marcatori |  |

| Arbitro: | Massai (Pisa) |

|                                 |           |            |
| Gramaglia 14’ (aut.) Bülent 62’ | Marcatori | 80’ Amadei |

| Arbitro: | Liverani (Torino) |

|                                                       |           |                   |
| Guaita 11’ (aut.) Larsen 50’ Şükrü 80’ Antoniotti 87’ | Marcatori | 59’ (rig.) Lucchi |

| Arbitro: | Carpani (Milano) |

|                                |           |                                                        |
| Sperotto 15’ Giusti 77’ (rig.) | Marcatori | 26’ (aut.) Matè 57’ Bülent 63’ Fontanesi I 72’ Colombi |

| Arbitro: | Valsecchi (Milano) |

|        |           |  |
| Bülent | Marcatori |  |

#### Girone di ritorno
| Arbitro: | Gemini (Roma) |

|  |           |           |
|  | Marcatori | 1’ Hansen |

| Arbitro: | Rigato (Mestre) |

|                         |           |            |
| Bennike 64’ Marzani 73’ | Marcatori | 27’ Hansen |

| Arbitro: | Bellè (Venezia) |

|                 |           |  |
| Carapellese 21’ | Marcatori |  |

| Arbitro: | De Leo (Mestre) |

|                |           |                             |
| Turconi II 46’ | Marcatori | 31’, 58’ Bülent 60’ Colombi |

| Arbitro: | Pieri (Trieste) |

|                             |           |                        |
| Fontanesi I 43’ Marzani 51’ | Marcatori | 10’ La Rosa 79’ Santos |

| Arbitro: | Maurelli (Roma) |

|                              |           |                  |
| Piola 72’ (rig.) Pesaola 76’ | Marcatori | 11’, 23’ Marzani |

| Arbitro: | Liverani (Torino) |

|  |           |         |
|  | Marcatori | 76’ Gei |

| Arbitro: | De Leo (Mestre) |

|                 |           |  |
| Nyers 9’ (rig.) | Marcatori |  |

| Arbitro: | Marchese (Frattamaggiore) |

|                                 |           |                       |
| Fontanesi I 2’, 19’ Marzani 27’ | Marcatori | 55’ (rig.) Mozzambani |

| Arbitro: | Massai (Pisa) |

|               |           |                 |
| Cervellati 3’ | Marcatori | 77’ Fontanesi I |

| Arbitro: | Agnolin (Bassano del Grappa) |

|                    |           |                                 |
| Colombi 73’ (rig.) | Marcatori | 24’ Frignani 69’ (aut.) Ørnvold |

| Arbitro: | Orlandini (Roma) |

|                  |           |           |
| Zorzi 59’ (rig.) | Marcatori | 5’ Bülent |

| Arbitro: | Bernardi (Savona) |

|               |           |                         |
| Quaresima 31’ | Marcatori | 21’ Ekner 39’ Beltrandi |

| Arbitro: | Carpani (Milano) |

|             |           |            |
| Marzani 82’ | Marcatori | 56’ Ispiro |

| Arbitro: | Cartei (Firenze) |

|                                           |           |  |
| Bronée 50’ Vycpálek 59’ Macchi 82’ (aut.) | Marcatori |  |

| Arbitro: | Pieri (Trieste) |

|                              |           |            |
| Amadei 36’ Macchi 90’ (aut.) | Marcatori | 30’ Bülent |

| Arbitro: | Massai (Pisa) |

|                                                |           |  |
| Colombi 10’ Marzani 35’ Bülent 56’ Mussino 75’ | Marcatori |  |

| Arbitro: | Silvano (Torino) |

|             |           |               |
| Mussino 70’ | Marcatori | 75’ Lazzarini |

| Arbitro: | Marchetti (Milano) |

|                             |           |  |
| Lucchesi 6’ Tontodonati 84’ | Marcatori |  |

## Statistiche

### Statistiche di squadra
| Competizione | Punti | In casa | In casa | In casa | In casa | In casa | In casa | In trasferta | In trasferta | In trasferta | In trasferta | In trasferta | In trasferta | Totale | Totale | Totale | Totale | Totale | Totale | DR |
| Competizione | Punti | G       | V       | N       | P       | Gf      | Gs      | G            | V            | N            | P            | Gf           | Gs           | G      | V      | N      | P      | Gf     | Gs     | DR |
| ------------ | ----- | ------- | ------- | ------- | ------- | ------- | ------- | ------------ | ------------ | ------------ | ------------ | ------------ | ------------ | ------ | ------ | ------ | ------ | ------ | ------ | -- |
| Serie A      | 37    | 19      | 9       | 5       | 5       | 30      | 20      | 19           | 3            | 8            | 8            | 22           | 30           | 38     | 12     | 13     | 13     | 52     | 50     | +2 |

### Statistiche dei giocatori
| Giocatore         | Serie A  | Serie A |
| Giocatore         | Presenze | Reti    |
| ----------------- | -------- | ------- |
| N. Bennike        | 33       | 4       |
| O. Bugatti        | 38       | -50     |
| A. Bulent         | 32       | 13      |
| G. Cafasso        | 1        | 0       |
| A. Carlini        | 23       | 0       |
| G. Colombi        | 25       | 8       |
| G. Emiliani       | 21       | 0       |
| A. Fontanesi (I)  | 38       | 9       |
| C. Fontanesi (II) | 1        | 0       |
| R. Guaita         | 21       | 0       |
| A. Lucchi         | 29       | 1       |
| G. Macchi         | 34       | 0       |
| M. Mari           | 2        | 0       |
| A. Marzani        | 25       | 7       |
| D. Mussino        | 18       | 2       |
| F. Nesti          | 35       | 1       |
| D. Oernvold       | 22       | 0       |
| B. Quaresima      | 20       | 4       |